# Arbre
|  | Per a altres significats, vegeu «Arbre (desambiguació)». |

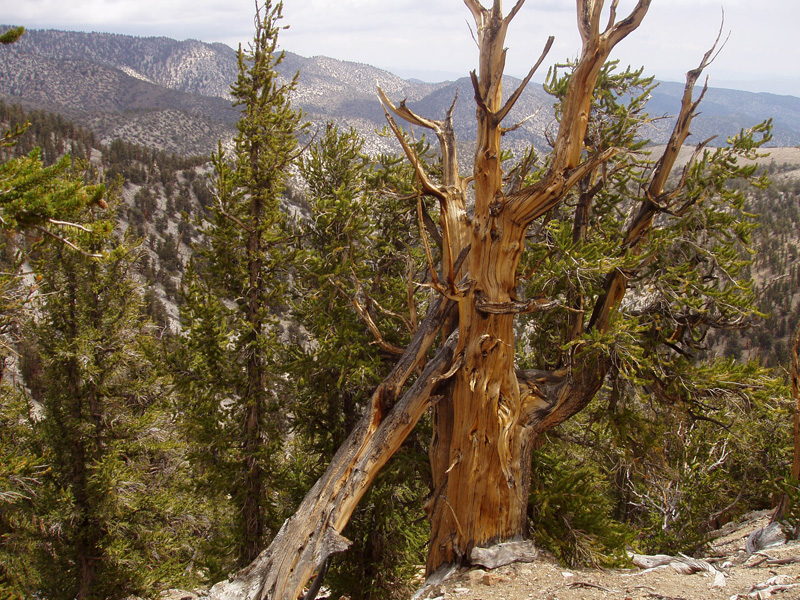
Els arbres més vells coneguts al món són pins americans (Pinus longaeva), com els que viuen a les muntanyes Inyo de Califòrnia. Poden viure més de 4.000 anys, i alguns individus tenen gairebé 5.000 anys

Un arbre (del llatí arbor) és una planta capaç de créixer a més de cinc metres d'alçària gràcies a una estructura que forma un tronc, i eventualment ramificacions anomenades branques. Del forcat del tronc ixen dos o tres branques o camals; estes es forquen en branques gruixudes i grosses, les quals després s'escindixen en un gran nombre de xicotetes rames. Els arbres són plantes perennes que en general viuen molts d'anys. En el sentit botànic, els arbres són plantes amb fusta veritable. La fusta, coneguda també com a xilema secundari, és produïda per una capa de cèl·lules, el càmbium vascular, situada davall l'escorça.
La formació de la fusta és un procés repetitiu que superposa una nova capa a sobre de les anteriors. El resultat sovint és visible en forma d'anells de creixement. Els únics grups que contenen plantes amb fusta veritable i, per tant, arbres en el sentit estricte del terme, són les gimnospermes i les angiospermes. Hi ha altres tipus de plantes amb fusta veritable, però els arbres es diferencien per la seua mida més important (en comparació amb els arbustos) o per la formació d'un tronc clarament individualitzat d'alguns arbustos, i portador (mentre que les lianes llenyoses necessiten un suport per a elevar-se).
Els primers arbres aparegueren a la Terra fa uns 370 milions d'anys,
en el període devonià, i eren els avantpassats de les coníferes actuals. El desenvolupament en alçada i la ramificació de les branques permeten als arbres augmentar la seua capacitat d'explotació de l'espai aeri. La distribució de les fulles en diferents nivells permet a l'arbre augmentar la superfície d'intercanvi per la fotosíntesi. La seua gran capacitat fotosintètica fa que els arbres tenen un paper important en els cicles ecològics terrestres, gràcies a la seua capacitat d'emmagatzemar carboni, el seu rol en el cicle de l'aigua, i la seua formació dels ecosistemes complexos que són els boscos, fonts i refugis de la biodiversitat.
Els arbres també representen una font considerable de recursos per a l'espècie humana, tant de materials (principalment fusta) com de provisions (particularment fruits) entre d'altres. Ocupen un lloc real i simbòlic important en quasi totes les cultures del món.

## Definició i taxonomia

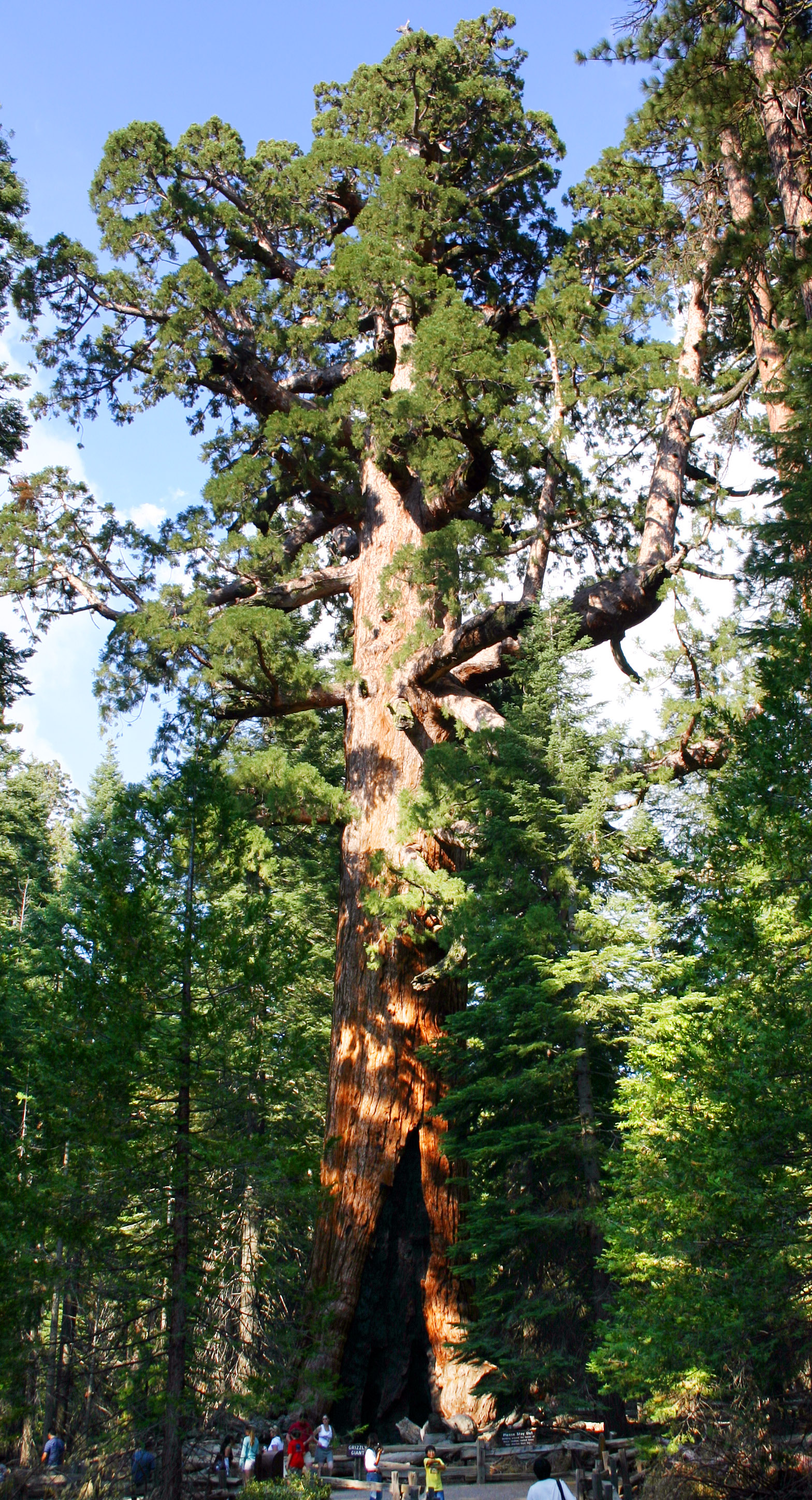
Els arbres més voluminosos del món són sequoies vermelles (Sequoiadendron gigantea), com l'arbre Grizzly Giant del Parc Nacional de Yosemite. L'espècimen més imponent, batejat General Sherman, té un tronc de 1.487 m³ i una alçada de 83,8 m

La botànica definix els arbres com a espermatòfits perennes i llenyosos, que presenten una tija significativa, que augmenta la seua mida per creixement secundari. Estes característiques diferencien els arbres dels arbustos, les falgueres, les palmeres i altres plantes llenyoses. En contrast amb els seus predecessors evolutius, la majoria d'arbres presenten òrgans fol·liculars ben diferenciats, que sobreïxen en forma de ramificacions laterals curtes o llargues. El tronc, les branques i els branquillons s'allarguen cada any mitjançant la producció de gemmes apicals i basals, creixent contínuament. A diferència dels arbustos, un tret característic dels arbres és que les gemmes apicals dominen sobre les basals (dominància apical), de manera que emergix una tija principal dominant (acrotonia).
Existixen organismes arborescents en diversos grups de plantes. Els arbres autèntics pertanyen a les gimnospermes i les angiospermes eudicotiledònies, que inclouen pinals com per exemple els pins, però també Ginkgo biloba (l'únic representant vivent de les ginkgoàcies), així com els cicadòfits. Un dels arbres més inusuals és Welwitschia mirabilis, un fòssil vivent de Namíbia i Angola, el tronc del qual roman davall la terra. Les palmeres i ciateals també presenten una forma arborescent. Tanmateix, estos grups no presenten fusta veritable (xilema secundari), de manera que no se'ls considera arbres. La dracena és un cas especial: pertany a les monocotiledònies, però té creixement secundari.
Existixen formes arborescents en unes cinquanta famílies de plantes superiors. En canvi, no hi ha formes arborescents en les algues, els briòfits, les liliàcies, les iridàcies, les hidrocaritàcies, les orquídies, les quenopodiàcies, les primulàcies i en la majoria de convolvulàcies, gencianàcies, campanulàcies, cucurbitàcies, apiàcies, saxifragàcies, papaveràcies, ranunculàcies i cariofil·làcies.
Els arbres existixen dins l'important grup botànic de les gimnospermes, en forma de pinòpsids, entre els quals cal destacar especialment la subclasse de les coníferes. Est grup està dominat per l'ordre de les pinals, amb les famílies de les pinàcies (pícees, pins, avets, avets de Douglas, làrixs, làrixs daurats), les cupressàcies (xiprers, xiprers de Lawson, tuies, càdecs, ginebres i savines, sequoies, metasequoies i taxodis), així com les famílies de les podocarpàcies (Podocarpus, Dacrydium), les araucariàcies (araucàries, agatis), les taxàcies (teixos) i les cefalotaxàcies (Cephalotaxus).
Moltes espècies d'arbres també pertanyen a la divisió de les angiospermes. Les diferents subclasses han produït diversos tipus d'arbres caducifolis. Entre els més importants hi ha la subclasse de les hamamèlides, amb les fagàcies, a les quals pertanyen els fajos, els roures i els castanyers. També pertanyen a esta subclasse les betulàcies, amb els bedolls i Alnus, així com les juglandàcies, les ulmàcies i les moràcies. La subclasse de les ròsides inclou els arbres fruiters de la família de les rosàcies, així com les fabals, amb moltes espècies, sobretot tropicals. El gènere Dalbergia (palissandres) també pertany a est grup, igual que el gènere Robinia. Tenen importància econòmica les meliàcies, amb els gèneres Entandrophragma i Cedrela, així com la subclasse de les dil·lènides, a la qual pertany la família de les dipterocarpàcies, amb el gènere Shorea (balaus i merantis).

## Característiques específiques dels arbres

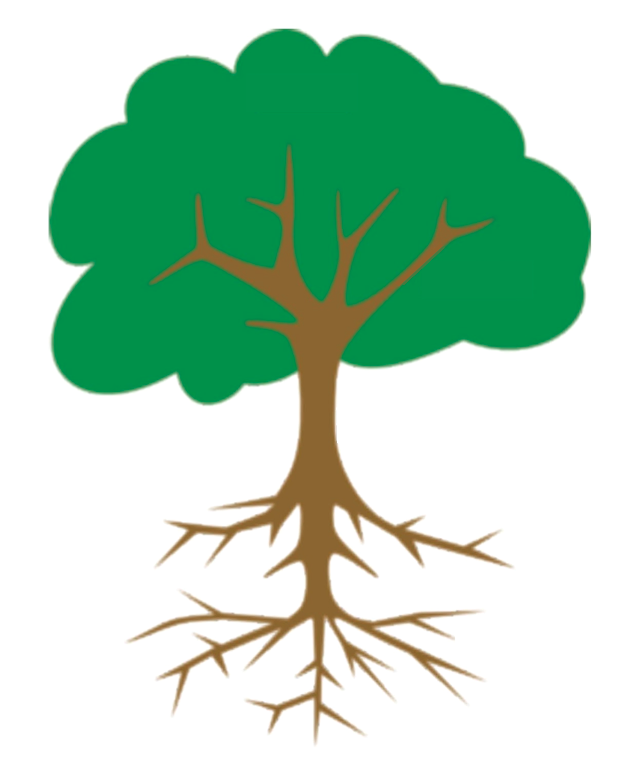
Dibuix de les parts d'un arbre

### Morfologia elemental d'un arbre
Des del punt de vista d'un observador un arbre consta de tres parts principals: arrels, tronc i capçada.
- Les arrels són generalment subterrànies, però n'hi ha casos en què es mostren parcialment al descobert. Les arrels xuclen els nutrients del sòl i són la primera etapa del cicle d'alimentació i creixement de l'arbre. Constituïxen una base sòlida ancorada al terreny que permet l'estabilitat i la viabilitat del conjunt.
- Cada espècie d'arbre es caracteritza per un tronc determinat. El tronc creix en sentit vertical, mantenint-se més o menys recte i assolint en cada etapa de creixement una certa altura. Hi ha casos de troncs molt acaragolats i no gens verticals.
  - En una secció del tronc poden distingir-se l'albeca i el duramen, més o menys diferenciats segons l'espècie d'arbre.
  - El material del tronc es coneix popularment com a fusta.
- La capçada o cimall és la part superior de l'arbre i està formada pel conjunt de branques i fulles.

### Morfologia dels organismes arboriformes

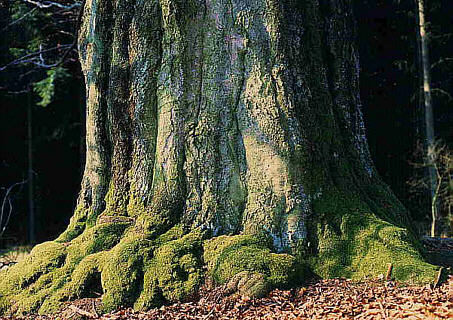
Un tronc robust

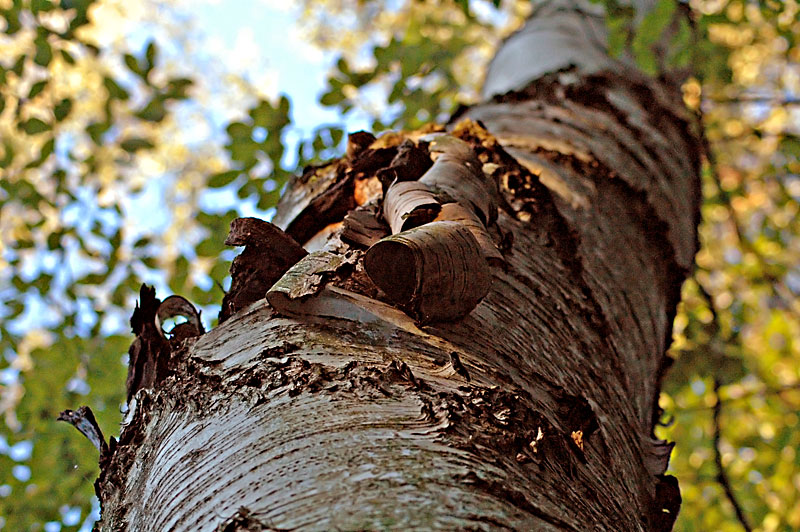
Vista detallada d'un tronc

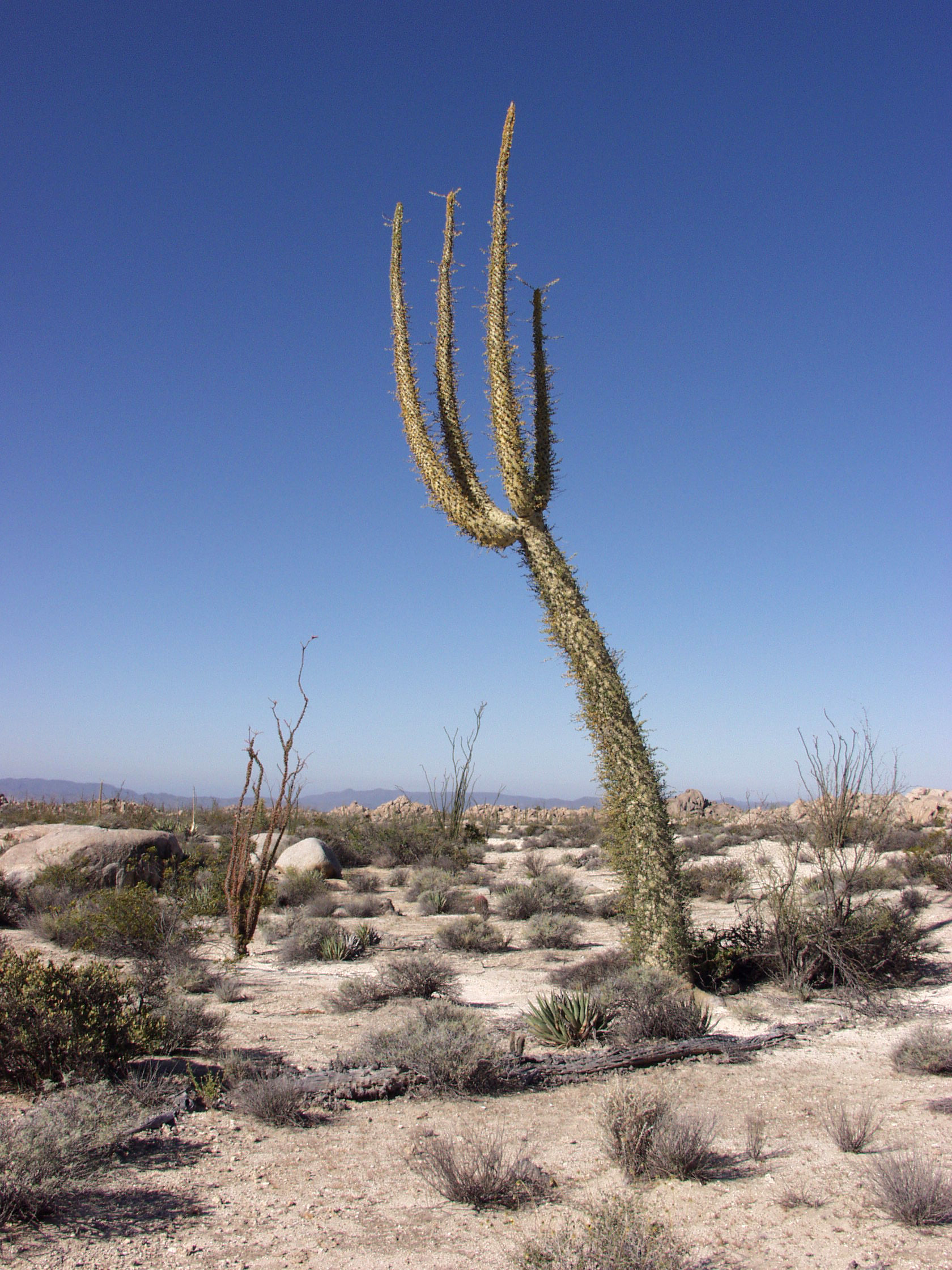
Fouquieria columnaris, de la Baixa Califòrnia, sovint és considerat un cactus a causa de la seva aparença

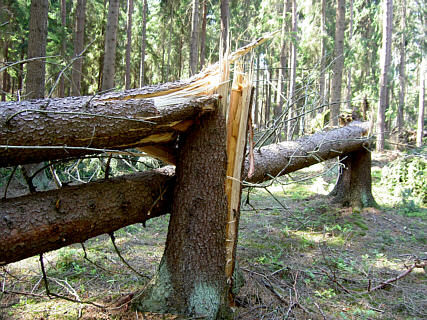
Troncs danyats pel vent

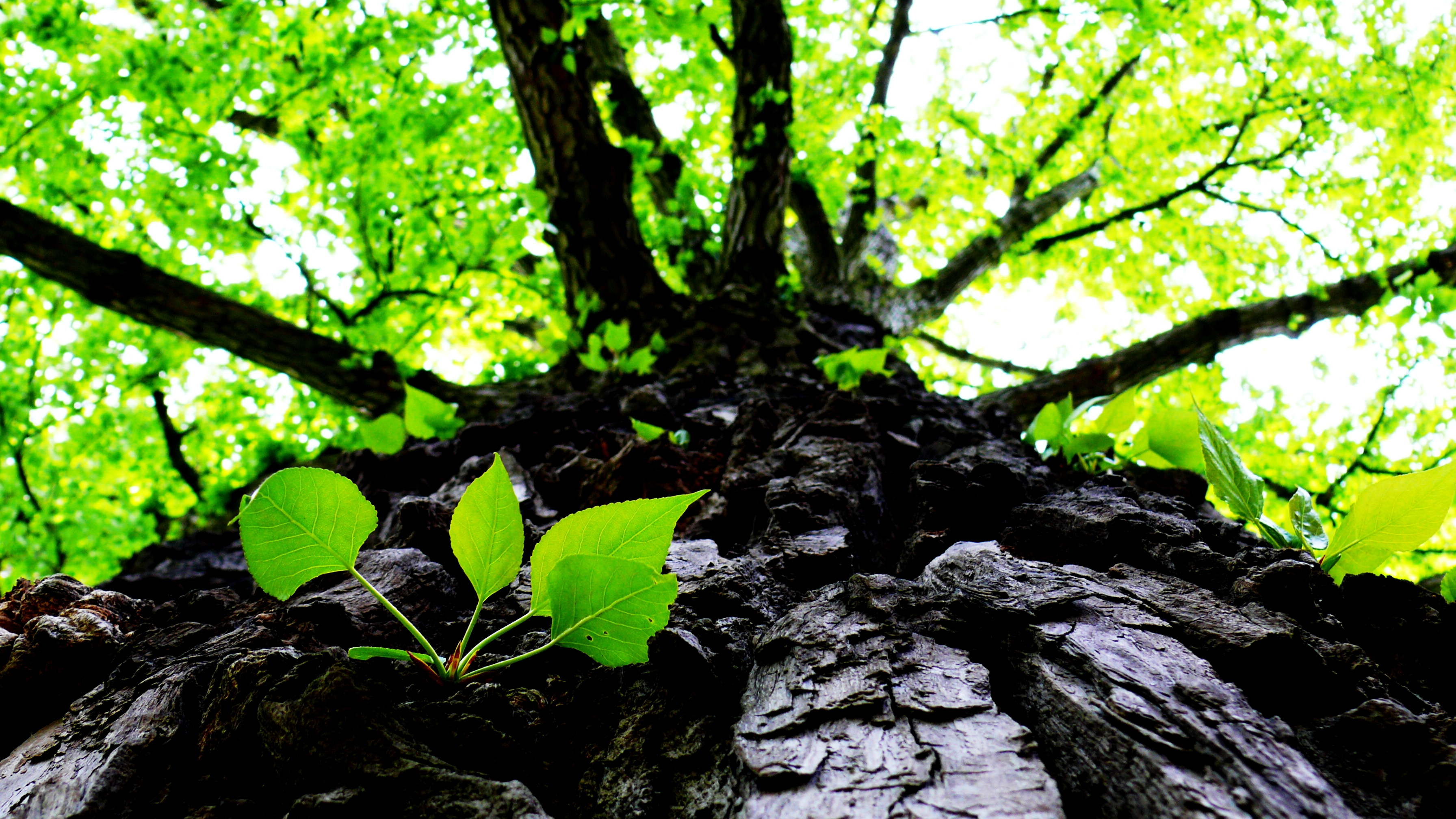
Sorgeixen noves fulles a través de l'escorça vella

Els organismes arboriformes presenten una gran varietat de morfologies. Al concepte d'arbre se sol associar la capçada, el tronc i les arrels. Les falgueres arboriformes i la majoria de palmeres tenen troncs simples dels quals no es projecten branques, sinó fulles disposades de manera similar a cabells i sovint "plomoses". Sobretot no presenten cap forma de creixement secundari, de manera que no són arbres autèntics.
En els arbres autèntics, el futur tronc es desenvolupa a partir de la tija del brot mitjançant un creixement longitudinal i creixement secundari de gruix. Llavors, la tija creix per la seua punta mitjançant el renovament constant del brot apical (el que es troba a l'extrem) i continua ascendint fins a l'extrem de la capçada (monopodi). En són exemples la majoria de coníferes, però també alguns arbres caducifolis, com per exemple els roures. En les coníferes, es forma una capçada en forma de piràmide per mitjà del creixement horitzontal de les branques. La capçada és més estreta quan les branques també creixen marcadament cap amunt, com per exemple en els pollancres. La forma de creixement monopòdic és deguda a la dominància apical del brot superior. Unes fitohormones que es formen als brots, anomenades auxines, inhibixen l'activitat dels brots laterals. En els roures i altres espècies d'arbres, aquesta dominància del brot principal decau amb l'edat i es forma la típica capçada dels arbres caducifolis, amb nombroses ramificacions.
En altres plantes llenyoses (fajos, carpins, etc.), és un brot lateral subterminal el que assumix la direcció del creixement. En els arbres es desenvolupa un "fals eix" erecte (monocasi). També en est cas, la dominància del brot principal decau amb el pas del temps i es desenvolupen branques fortes a partir d'altres brots laterals, que acaben formant una capçada. Això es produïx més prompte que en els arbres de creixement monopòdic. Els arbustos es caracteritzen per la manca de dominància apical. Hi ha nombrosos brots laterals que formen un mode de creixement amb branques amples. En les plantes llenyoses que creixen en climes estacionals, durant el període vegetatiu es desenvolupa un brot estacional a l'eix del creixement. Com en els roures, durant el període de vegetació es forma un nou brot anual (prolepsi). Les espècies tropicals tendixen a tindre diversos brots. L'edat d'una branca es pot determinar a partir del nombre de brots anuals i el grau de ramificació. Tanmateix, en moltes espècies (com ara les pícees i els avets) i generalment en els arbres vells, aquesta estimació de l'edat és complicada per la formació dels anomenats "brots preventius", que es generen a partir de brots "dorments". La formació regular de brots preventius també és coneguda com a reiteració. Est procés servix per a renovar la capçada i permet als arbres la possibilitat de substituir branques envellides o respondre davant d'un problema (nevades intenses, atac d'insectes, etc.).
Els arbres poden assolir una edat de diversos segles, i en alguns llocs determinats fins i tot de diversos mil·lennis. Actualment, es considera que l'arbre més vell del món és una pícea al Fuluberg de la regió sueca central de Dalarna. Entre estes pícees s'han trobat tres generacions més (de 375, 5.660 i 9.000 anys) amb material genètic idèntic. S'estima el nombre de pícees de més de 8.000 anys a 20. Així doncs, esta pícea és aproximadament el doble de vella que els pins nord-americans d'entre 4.000 i 5.000 anys que fins ara havien sigut considerats els arbres més vells del món.
Els arbres demostrablement més vells de l'Europa central tenen entre 600 i 700 anys. Els arbres creixen en concordança amb les variacions climàtiques de les estacions de l'any, i durant el període vegetatiu desenvolupen un anell de creixement. Per mitjà d'estos anells, es pot determinar tant l'edat de l'arbre com les condicions de creixement presents en cadascun dels anys. La dendrocronologia utilitza això per a datar fusta vella i per a reconstruir el clima d'una regió fins a diversos milers d'anys en el passat.
El seu desenvolupament causa molts problemes i danys als arbres. Això inclou sobretot els danys causats per fongs i insectes, danys a causa del vent (que provoca la caiguda de parts de l'arbre), desarrelament (l'arbre és desarrelat del sòl), danys a causa de la neu (es trenquen les parts dels arbres cobertes amb una espessa capa de neu), danys per llampecs (són destruïdes parts del tronc), gelada (danys de dissecació per transpiració cap al sòl gelat, esquerdes al tronc), i en els arbres més jóvens, un excés de brosteig per part dels animals. Les diferents malalties que poden afectar els arbres són anomenades focs, càncer, rovell, míldiu, podriment i flux de resina. Els arbres també poden patir diferents tipus de deformitats a causa de diversos factors de salut o ambientals.

### Composició del tronc

Perfil transversal del tronc d'un pi de cinc anys

Un perfil transversal d'un tronc d'arbre mostra diferents zones. En la part més profunda es troben les marques del teixit primari i el cor mort. Algunes espècies d'arbres (fajos, freixes, etc.) poden desenvolupar facultativament un cor fals, que té propietats diferents de les del cor autèntic. Més cap a fora es troba l'albeca, que té funcions estructurals i d'emmagatzemament. La diferència més notable entre l'albeca i la fusta del cor és el seu color, especialment en els arbres anomenats "de cor de fusta". En els roures, els teixos i les robínies, esta diferència és molt fàcil de veure. Les pícees tenen un cor incolor (fusta madura).

## Evolució

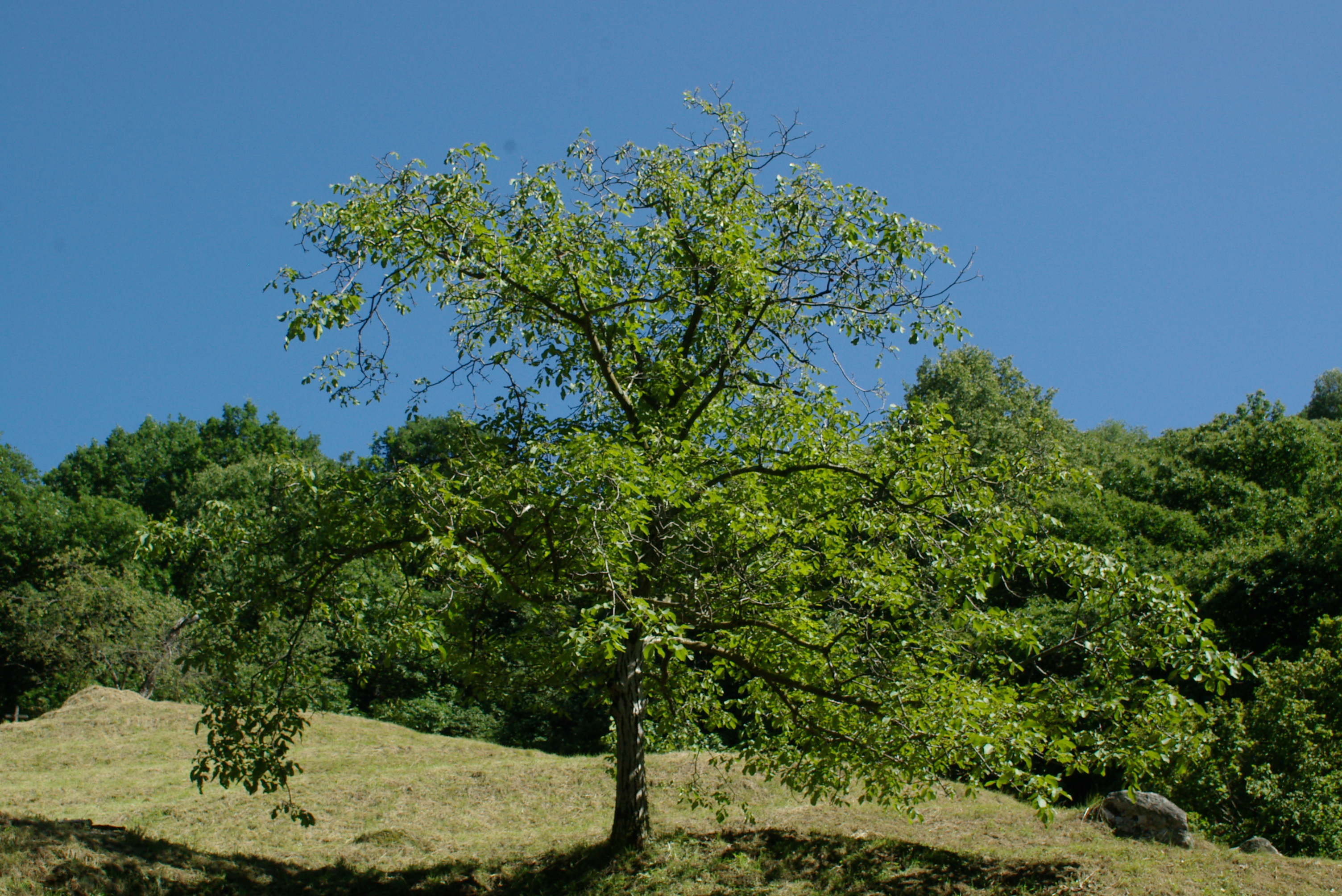
Un castanyer al cantó suís de Ticino

Un arbre és una forma de planta que apareix en molts ordres i famílies de plantes diferents. Els arbres mostren una varietat de formes de creixement, formes de fulles, característiques de l'escorça i òrgans reproductius.
La forma d'arbre ha evolucionat separadament en classes de plantes sense parentiu, en resposta a uns desafiaments mediambientals similars, fent d'ell un exemple clàssic d'evolució paral·lela. Amb unes 100.000 espècies arbòries aproximades, el nombre d'espècies en tot el món pot suposar el 25% de totes les espècies de plantes vives. La majoria de les espècies arbòries creixen en regions tropicals del món, moltes de les quals encara no han sigut investigades en profunditat pels botànics, cosa que fa que la diversitat d'espècies i àrees de distribució s'entenguen de manera fragmentària.

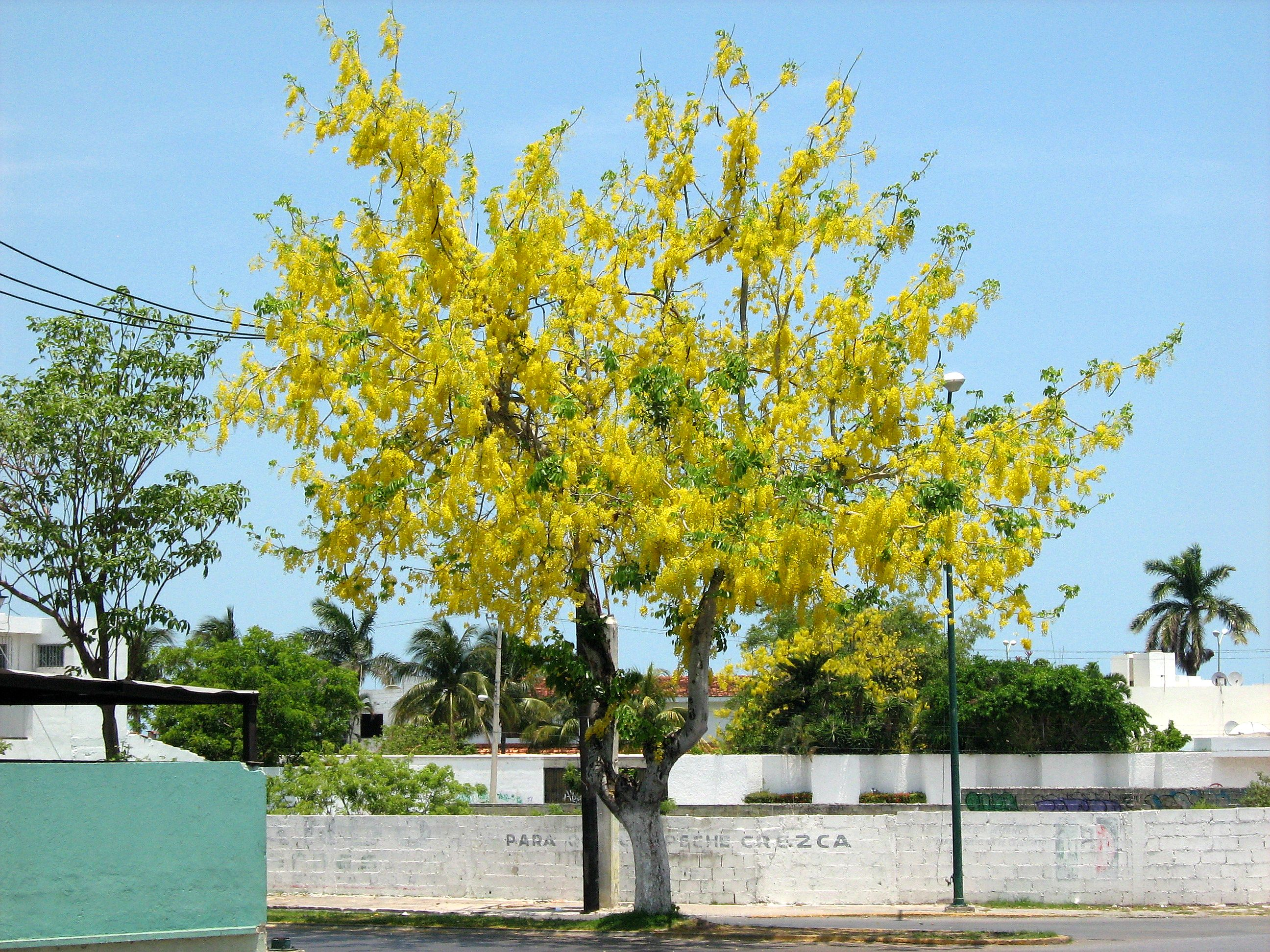
Àrbre tropical a l'estat mexicà de Campeche

A l'abril de 2007 la datació dels primers arbres coneguts era del rang de fa 380 milions d'anys, en ple devonià, quan els animals vertebrats amb prou faenes començaven a colonitzar les terres emergides. Estos arbres, del gènere Wattieza, que poblaven zones actualment corresponents a Amèrica, probablement van enriquir l'atmosfera amb oxigen produït mitjançant la fotosíntesi i van afavorir d'esta manera el desenvolupament d'espècies superiors d'animals fora dels mars. Els arbres més antics eren falgueres ciateals, equisetàcies i licopodiofitines, que van créixer en boscos en el Carbonífer. Encara sobreviuen falgueres ciateals, tot i que les úniques equisetàcies i licopodiofitines que queden no tenen forma d'arbre. Més tard, durant el triàsic, van aparéixer les coníferes, els ginkgos, els cicàdids i altres gimnospermes, i posteriorment els angiospermes en el Cretaci. La major part de les espècies actuals són plantes amb flor (angiospermes) i coníferes.
Plantes amb el biotip d'arbre es troben en totes les classes de la superdivisió dels espermatòfits (les abans anomenades «fanerògames»), excepte en els cicadòfits, que són de biotip palmeroide.

## Importància econòmica i cultural
S'anomena dendrologia l'estudi dels arbres del que els és propi com a tals, i silvicultura l'estudi científic i la pràctica de la seua cura o cultiu, del qual s'ocupen els enginyers forestals.

### Importància econòmica
L'ésser humà explota els arbres de diferents maneres. Des de l'antiguitat, la fusta s'ha usat com a combustible, ja siga directament o també en forma de carbó o hui en dia de pèl·lets. Es parla d'espècies forestals, que són aquelles que subministren fusta i productes derivats. La fusta dels arbres és un material comú de construcció d'edificis i de mobles. La polpa s'empra per a la indústria paperera. També s'ha usat el fum de la combustió de la fusta per a preservar aliments.
L'escorça dels arbres pot ser aprofitada de diverses maneres. El suro és l'escorça de l'alzina surera i s'usa en diverses aplicacions: potser la més coneguda en siga la dels taps de suro de les ampolles de vidre. Les escorces s'han fet servir també al llarg de la història com a medicina: així l'escorça del salze, després substituïda per l'aspirina, o de la cincona o arbre de la quina, d'on s'extrau la quinina que s'usa contra la malària.
Hi ha arbres fruiters, que es caracteritzen per produir fruits comestibles (ja siga fruita seca, fruita de pinyol o de llavor) i amb esta finalitat són plantats. D'alguns arbres s'aprofiten també les flors (per exemple, dels tells o til·lers), d'altres se n'aprofita la saba per a fer xarop o el làtex (per al cautxú). També se'n pot aprofitar l'escorça (com en el cas de la canella).
Un tercer tipus d'ús és l'ornamental de finques particulars i espais públics. Es parla així d'espècies ornamentals. Els arbres formen part del mobiliari urbà: a les ciutats s'utilitzen els arbres en carrers, parcs i jardins, com a ornament i creant així punts de descans, refresc i esplai per als ciutadans. Per a la valoració d'est tipus d'arbres, el valor dels quals es troba més enllà del de la fusta o dels seus fruits, s'aplica l'anomenada norma Granada.

### Simbologia de l'arbre

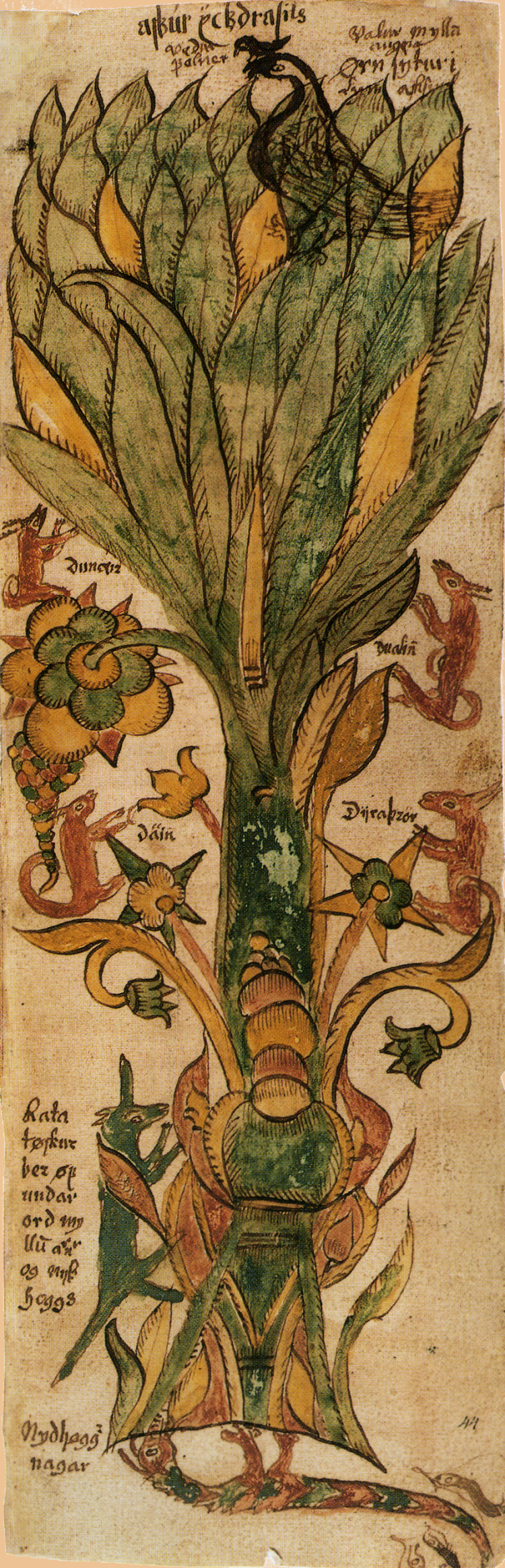
Imatge de l'arbre del món Yggdrasil i els seus habitants, d'un manuscrit islandès del (Manuscrit AM 738 4to). Es troba a l'Institut Árni Magnússon d'Islàndia

L'arbre té nombrosos sentits associats a la vida i al món. El símbol més antic iguala la figura de l'arbre a l'univers. Pareix ser propi dels indoeuropeus. Les arrels connectaven amb l'inframon i el tronc sostenia la capçada celestial. Aquesta imatge va perdurar en la mitologia nòrdica, en la qual l'Yggdrasil és un immens freixe perenne al voltant del qual existixen els nou mons. El seu nom vol dir 'el cavall d'Odin' i la seua condició d'"arbre del món" el fa central en la cosmologia nòrdica. L'arbre de la vida del Paradís de la Bíblia i l'avet de Nadal semblen derivacions de l'antic mite. En l'art romànic és una imatge de Crist.
La tradició popular diu que tothom ha de plantar un arbre en la seua vida. En moltes cultures s'associa la vida d'un infant a un arbre, de manera que creixen alhora. És una forma d'evidenciar el lligam amb la natura. Moltes metàfores sobre l'educació dels infants tenen a veure amb un arbre (arbre tort, les pomes que dona, l'ombra, el bosc…). També és un símbol de previsió, inversió i plans a llarg termini pel temps que tarda a créixer.
Com que és un dels primers dibuixos que fan els xiquets (com la casa, el sol o la persona), és utilitzat per determinats corrents psicològics com a test de personalitat.

### Importància cultural
Els arbres han jugat un important paper en la religió, la màgia i la indústria, com ara l'arbre de Nadal, i tenen també un gran simbolisme en la filosofia i la cultura, per exemple l'arbre de la saviesa. Així mateix tenen un gran protagonisme en relació amb l'escalfament global.
En diverses cultures l'arbre s'ha considerat sagrat. En la iconografia cristiana té associada tota una iconografia. És l'eix entre els mons inferior, terrestre i celeste. Coincidix amb la creu de la Redempció: la creu està representada moltes vegades com arbre de la vida. Est arbre de la vida sorgix per primera vegada en l'art dels pobles orientals, l'hom o arbre central col·locat entre dos animals enfrontats o dos éssers fabulosos és un tema mesopotàmic que va passar a Extrem Orient i Occident per mitjà dels perses, àrabs i romans d'Orient. Per a les teogonies orientals l'hom té un sentit còsmic, està situat al centre de l'Univers i es mou amb la idea del déu creador. Dos arbres mítics o simbòlics esmentats per primera vegada en la Bíblia en el llibre del Gènesi. Estos arbres serien anomenats l'arbre del coneixement del bé i el mal i l'arbre de la vida. Al paradís l'arbre de la vida estava enmig de l'hort, però protegit dels humans. Al claustre de l'església de Santa María la Real de Nieva a la província de Segòvia (Espanya), en alguns capitells es troba la representació de l'humà oriental com a símbol de l'arbre de la vida:
- Arbre amb el lleó i el bou alats (que representen Marc d'Ostia i Lluc l'Evangelista), que estan defensant l'om.
- Un pi, i als seus costats uns gossos amb rostre humà coberts per caputxa. Són els cans dominicans com a defensors de l'om.
- En un altre capitell, els animals són 2 mussols, símbol de la saviesa i la nit, també defensant l'om.

Els budistes, hinduistes i jainistes consideren sagrats certs tipus de figuera anomenada per est motiu figuera sagrada, davall la qual, creuen, Buda va aconseguir el nirvana. Yggdrasil és l'arbre mític dels nòrdics, un freixe perenne al qual consideraven l'"arbre de la vida", o "freixe de l'Univers". Els antics saxons tenien també un arbre sagrat, Irminsul, que Carlemany va ordenar destruir quan els va atacar.
En la mitologia grecoromana, diferents tipus d'arbres i altres plantes han sigut consagrats a diferents divinitats:
- El faig i l'alzina estaven consagrats a Júpiter.
- El pi estava consagrat a Cibeles.
- L'olivera es consagrava a Minerva.
- El llorer, a Apol·lo.
- La murta i el lotus, a Venus.
- El xiprer, a Plutó.
- El narcís, a Proserpina.
- El freixe a Mart.
- El cascall, a Ceres i a Lucina.
- La vinya, el pàmpol i l'heura a Bacus.
- L'àlber, a Hèrcules.
- El cedre, el vern i el ginebre a les Eumènides.
- La palmera, a les Muses.
- El plàtan, als Genis.[16]

Els arbres vius s'usen en expressions artístiques com el bonsai; la fusta ha estat un material del qual s'ha fet escultura en totes les èpoques.

## Estat de conservació
Els arbres estan desapareixent de manera massiva de la superfície de la terra en un procés de desforestació sense precedents. Es calcula que un terç dels boscos del món han desaparegut. Es deu en part a la sobreexplotació que patixen, per exemple les selves tropicals, però també als incendis forestals, la major part dels quals són produïts per l'ésser humà, bé de forma intencionada, bé per negligència. A més, es fan tales intensives per fer lloc a un altre tipus de cultiu que dona un rendiment econòmic major a curt termini, per exemple, per obrir pastures per a la ramaderia o per al conreu de grans extensions de soja. Les conseqüències negatives en són: la pèrdua d'hàbitats per a diverses espècies animals i vegetals, l'erosió, en deixar el terreny lliure a l'acció dessecant del vent i la lliure circulació de les aigües, la qual cosa provoca que es perda la capa fèrtil de sòl i fa que el terreny es vaja desertificant.
La solució, a més de l'abandó de determinades pràctiques, com la crema intencionada del bosc per obtindre pastures, és una explotació racional, que implique no sols tala sinó també reforestació amb exemplars jóvens que constituïsquen el bosc del futur. El Programa de les Nacions Unides per al Medi Ambient va iniciar una campanya mundial, Plantem per al Planeta, amb l'objectiu de plantar 7.000 milions d'arbres, o siga, un arbre per habitant de la Terra abans la fi de 2009. A més, es protegixen extensions d'aquelles àrees més riques en biodiversitat, o de les espècies endèmiques, moltes d'elles en perill d'extinció.
També hi ha riscos naturals que amenacen els boscos, com el foc, les plagues d'insectes i les malalties.